# Nerašte
Nerašte (makedonska: Нераште) är en ort i Nordmakedonien. Den ligger i kommunen Tearce, i den nordvästra delen av landet, 29 km väster om huvudstaden Skopje. Nerašte ligger 515 meter över havet och antalet invånare är 2 901.